# Lukas Pöstlberger
Lukas Pöstlberger, avstrijski kolesar, * 10. januar 1992, Vöcklabruck, Avstrija.
Pöstlberger je profesionalni cestni kolesar, ki od leta 2016 tekmuje za UCI WorldTeam ekipo Red Bull–Bora–Hansgrohe, pred tem je bil član ekip RC Arbö–Gourmetfein–Wels med letoma 2011 in 2013 ter Tirol Cycling Team med letoma 2014 in 2015. Največji uspeh kariere je dosegel na svojem prvem in do sedaj edinem nastopu na Dirki po Italiji leta 2017, ko je z zmago na uvodni etapi dosegel svojo prvo etapno zmago na dirkah Grand Tour, ob tem pa je postal prvi avstrijski kolesar z etapno zmago na Dirki po Italiji in tudi prvi avstrijski kolesar, ki je nosil rožnato majico za vodilnega kolesarja dirke. Štirikrat je nastopil na Dirki po Franciji in jo dvakrat končal, enkrat je nastopil na Dirki po Španiji. Leta 2013 je zmagal na enodnevni dirki za Veliko nagrado Kranja, v letih 2012 in 2018 je postal avstrijski državni prvak na cestni dirki.